# سد الممرات الثلاثة

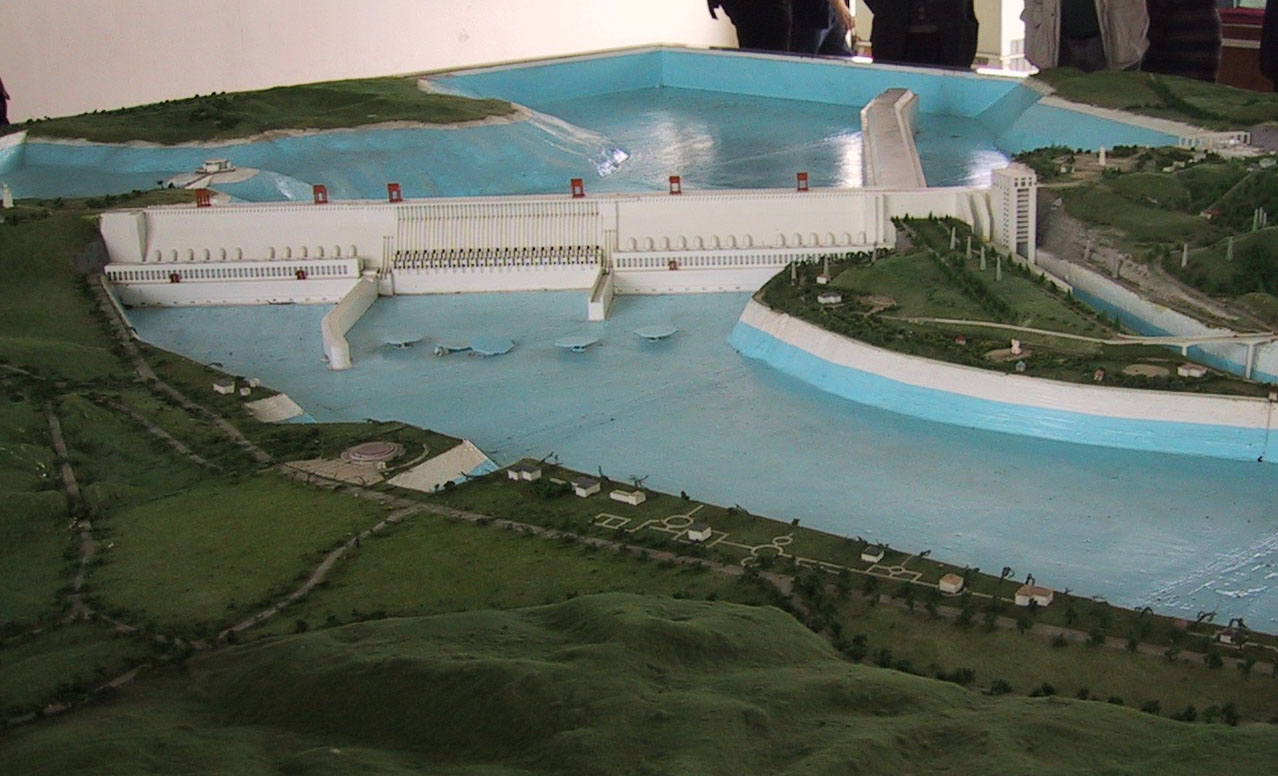
ماكيت للسد

سد الممرات الثلاثة هو أكبر سد هيدروليكي في العالم بني على نهر اليانغتسي في الصين. ويعد أيضا واحداً من أكبر المشاريع الهندسية في التاريخ الإنساني، حيث يبلغ طول جدار السد الذي أكمل بناؤه عام 2006 2.3 كيلومتر ويرتفع عن قعر النهر 183 متر.
نهر اليانغتسي الذي يعرف في الصين أيضا باسم نهر الدراغون (التنين) هو ثالث أطول أنهار العالم، وقد عاش البشر على ضفتيه منذ آلاف السنوات، أما المنطقة التي أقيم فيها السد فتعتبر من أجمل وأهدأ مناطق الصين، حيث تقع الجبال والتلال الخضراء على ضفتي النهر، محددة له ممرا ضيقا متعرجا مليئاً ب (النتوئات).

## ورشة العمل في وسط النهر
تم الانتهاء من حفر القناة؛ تحطيم الصخور للسماح للمياه بالمرور لتوزيع "yongzi".
نقوم ببناء سدود جديدة حتى تمنع مرور المياه فتشكل إذا ارضية هائلة مسطحة؛ وبالمقابل نحمي الطرقات؛ التجهيزات الكهربائية والمصانع...
تتركز هذه المدينة في المكان الذي يمر فيه النهر؛ لإننا اقتربنا بالمعنى الدقيق ببناء السد فعلا...نهار وليل، سبعة أيام على سبعة أيام، 2000 عامل، مئات العربات، الرافعات، آلات خلط الإسمنت، آلات بكل الأنواع وكل هذا لنصب التمثال الضخم(le colosse)، 28 مليون متلر مكعب من القضبان المعدنية ضرورية. في أثناء وفي الضفة اليسرى للنهر يستمر في تشييد البوابة التي تسمح بتدفق الماء ومصاعيد المراكب، هذه الأخيرة لها حمولة أكثر من 1000 طن، تعمل ساعتين ونصف لتجاوز أقسام البوابة والممر عبر المصعد، يحفظ أقسام القوارب الصغيرة لم تتجاوز 40 دقيقة.

## بحيرة صناعية هائلة
الجزء الأكبر من السد قد تم انشاؤه، من أجل بناء الباقي الذي ينتهي في 2006، القناة الخاصة بتحويل مجرى الماء جُفِّفت وعزلت عن النهر بسدّين اصطناعيّين.
في 2009 عندما يشتغل 26 توربينا (محركات وظيفية خاصة) تتغذّى بماء النهر، حنفيات صرف المياه لمراقبة معدل الاستهلاك ل"yongzi".
الوادي يمتلئ شيئا فشيئا ويتحوّل إلى بحيرة صناعية عظيمة، منسوب المياه يرتفع إلى 60 م وهو ارتفاع كافٍ لتحريك التوربينات، وفي نهاية يونيو ويوليو تتوقف عدا توربينين.
أول إنتاج فعلي للكهرباء يحصل في أغسطس ؛ أثناء كل هذه الفترة الملاحق النهرية تقطع ؛ الرجال والسلع تنزل وتسلك طريقا آخر للعبور ؛ وتشحن في مركب جديد.
هذه التحويلات مقترحة منذ أكتوبر 2002، لتجفيف القناة وتكون مجهزة ومؤهّلة للانتقال في صيف 2003 من أجل مصعد السفينة وهو ملزم بالانتظار حتى 2004.

## السد الأكبر في العالم والوظيفة
السد قد أُنجز بارتفاع 145 م ومقياس 2.3 كم في الطول (صار أكبر من حقل champs_elysees) والذي سيكون أقوى في موسم المطر، ماء الواد الاصطناعي يصعد إلى غاية 10 م.
الواد الاصطناعي بالإضافة إلى أنه إنجاز ضخم وإبداع إلى غاية (chongqoing) على امتداد أكثر من 600 كم، فإن لم يكن السد أكبر في الطول فلديه أكبر طاقة، 26 قناة عملاقة لديها طاقة كهربائية مجملة تقدر ب18.2 مليون كيلو واط بالمقارنة فهو يمثل طاقة إنتاج 18 مفاعل نووي.
تم تطوير السد بعد ذلك وهو حتى عام 2012 ينتج 22,500 ميغاواط.

## التاريخ
تخيّل سان يات –سين بناء سد كبير فوق نهر اليانغتسي في كتابه تحت عنوان التنمية الدولية في الصين في عام 1919. وذكر سان أيضًا بأن السد ذو القدرة على توليد 30 مليون حصان (22 غيغاواط) كان بناؤه ممكنًا في اتجاه مجرى الممرات الثلاثة. في عام 1932، بدأت الحكومة القومية، بقيادة تشيانغ كاي شيك، العمل الأولي على خطط حول الممرات الثلاثة. في عام 1939، احتلّت القوات العسكرية اليابانية ييتشانغ ومسحت المنطقة كلها. تم الانتهاء من تصميم خطة أوتاني للسد تحسّبًا لانتصار اليابان على الصين.
في عام 1944، قام جون إل. سافاج، وهو كبير مهندسي التصميم في مكتب الولايات المتحدة للاستصلاح، بمسح المنطقة ووضع اقتراح بشأن مشروع سد نهر اليانغتسى. ذهب نحو 54 مهندسًا من الصين إلى الولايات المتحدة لتلقي التدريب. دعت الخطط الأصلية إلى استخدام طريقة فريدة من نوعها لنقل السفن؛ ستنقل السفن إلى حواجز موجودة على الطرفين العلوي والسفلي للسد ومن ثم ستنقل الرافعات ذات الكابلات السفن من حاجز إلى آخر. في حالة استخدام المراكب المائية الأصغر حجماً، سيتم رفعها عبر مجموعات لتحقيق الهدف. من غير المعروف فيما إذا كان هذا الحل قد تم النظر فيه بسبب توفيره للمياه أو لأن المهندسين قد اعتقدوا بأن الفرق في الارتفاع بين فوق السد وأسفله كبير جدًا بالنسبة للطرق البديلة. تم إجراء بعض الاستكشافات والمسوحات والدراسات الاقتصادية والأعمال التصميمية، لكن الحكومة، في خضم الحرب الأهلية الصينية، أوقفت تلك المشاريع في عام 1947.
بعد الاحتلال الشيوعي في عام 1949، دعم ماو تسي تونغ المشروع هذا، لكنه بدأ مشروع سد غيزهوبا أولاً، لكن ظهور بعض المشاكل الاقتصادية بما في ذلك القفزة العظيمة للأمام والثورة الثقافية أبطأت من تقدم العملية. بعد فيضانات نهر يانغتسى عام 1954، في عام 1956، كتب ماو زيدونغ قصيدة «سويمينغ»، عبّر فيها عن سحره بسد مبني على نهر يانغتسي. في عام 1958، بعد حملة مائة وردة، سُجِنَ بعض المهندسين ممن عارضوا المشروع.
خلال ثمانينات القرن الماضي، ظهرت فكرة بناء السد. وافق المجلس الوطني لنواب الشعب الصيني على بناء السد في عام 1992: من بين 2633 مندوبًا، صوّت 1767 بتأييدهم للفكرة  و177 قد عارضوا الفكرة وامتنع 664 عضوًا عن التصويت، و25 عضوًا لم يصوّتوا أبدًا. بدأ الإنشاء في 14 ديسمبر عام 1994. كان من المتوقع أن يُنجَز السد بالكامل في عام 2009، لكن ظهور مشاريع إضافية، مثل محطة توليد الكهرباء تحت الأرض بستة مولدات إضافية، أخرّت إنجاز السد بالكامل حتى مايو عام 2012. اكتمل رفع السد في عام 2015، إذ أن السد قد رفع مستوى المياه في الخزان إلى 172.5 مترًا (566 قدمًا) فوق مستوى سطح البحر بحلول نهاية عام 2008، حيث كان المستوى الأقصى المُصَّمم له 175 مترًا (574 قدمًا) بحلول أكتوبر عام 2010.

## وصلات خارجية
سد الصين العظيم - مجموعة كون لابحاث الطاقة المتجددة